# The Ghost of Frankenstein
The Ghost of Frankenstein és una pel·lícula de terror estatunidenca de 1942 dirigida per Erle C. Kenton i protagonitzada per Cedric Hardwicke, Lon Chaney Jr. i Bela Lugosi. És la quarta pel·lícula de la sèrie Frankenstein d'Universal Pictures, i la continuació de Son of Frankenstein  (1939). La trama de la pel·lícula segueix la de la pel·lícula anterior: El monstre de Frankenstein (Lon Chaney Jr.) i el seu company Ygor (Bela Lugosi) són foragitats de la ciutat. Van a un altre petit poble per animar el fill petit d'Henry Frankenstein (Cedric Hardwicke) a continuar amb els experiments del seu pare, perquè l'Ygor pugui venjar-se dels seus enemics i el seu cervell trasplantat al crani del Monstre.
La pel·lícula va ser la primera de la sèrie amb Chaney interpretant el monstre i va ser emesa un dia després que la pel·lícula fos anunciada per Universal. Va començar la producció el desembre de 1941 i va acabar el gener de 1942. En el seu llançament va rebre elogis per ser tan fort com les pel·lícules anteriors de The Hollywood Reporter i The Motion Picture Herald mentre que va rebre crítiques negatives de New York Daily News i The New York Times.

## Argument
Els residents del poble de Frankenstein senten que estan sota una maledicció i culpen de tots els seus problemes al monstre de Frankenstein. L'alcalde els permet destruir el castell de Frankenstein. Ygor troba el monstre alliberat de la seva tomba sulfúrica per les explosions. L'exposició al sofre el va afeblir però va preservar el monstre. L'Ygor i el monstre fugen del castell, i el monstre és colpejat per un llamp. Ygor decideix trobar Ludwig, el segon fill d'Henry Frankenstein, per ajudar el monstre a recuperar les seves forces. Ludwig Frankenstein és un metge que, juntament amb els seus ajudants, el Dr. Kettering i el Dr. Theodore Bohmer, té una pràctica exitosa a Visaria. Bohmer era abans el professor de Ludwig, però ara és el seu envejós ajudant. L'Ygor i el monstre arriben a Visaria, on el monstre es fa amic d'una nena, Cloestine Hussman. El monstre la porta a un terrat per recuperar la seva pilota, matant dos vilatans que intenten intervenir. Després que Cloestine demani al monstre que la torni a caure, el monstre torna la noia al seu pare Herr Hussman i és capturat immediatament per la policia. El fiscal de la ciutat, Erik Ernst, va a Ludwig i li demana que examini el gegant que han capturat. Abans que pugui, l'Ygor visita en Ludwig i li informa que el gegant és el monstre. L'Ygor implora en Ludwig que curi el cos i el cervell del monstre. Ludwig es nega, així que Ygor el fa xantatge amb l'amenaça de revelar l'ascendència d'en Ludwig als vilatans.
A la comissaria, el monstre és retingut amb cadenes mentre es fa una audiència per investigar l'assassinat dels vilatans. Quan Ludwig nega haver reconegut el monstre, aquest s'allibera en un atac de ràbia, i és conduït per Ygor. Elsa, la filla de Ludwig, troba els diaris de Frankenstein i descobreix la història del monstre. Ella veu l'Ygor i el monstre a la finestra, i després d'entrar al laboratori d'en Ludwig, el monstre mata el doctor Kettering. El monstre agafa a Elsa, però en Ludwig és capaç de sotmetre’l amb gas nocaut. Ludwig està examinant el monstre quan es desperta i intenta matar-lo. Ludwig tranquil·litza el monstre i després intenta demanar l'ajuda de Bohmer per disseccionar-lo. Bohmer es nega, al·legant que seria un assassinat. Mentre estudia els diaris de la seva família, Ludwig rep la visita del fantasma del seu pare, Henry Frankenstein. L'esperit li implora que proporcioni al monstre un bon cervell. Ludwig truca a Bohmer i Ygor i els diu que té previst posar el cervell del mort Dr. Kettering al crani del monstre. Ygor protesta que perdrà el seu amic i li demana a Ludwig que utilitzi el seu cervell. Ludwig es nega a causa de la naturalesa sinistra d'Ygor. Elsa demana a Ludwig que aturi els seus experiments, però ell decideix operar el monstre tan aviat com sigui possible. Ygor li diu a Bohmer que no hauria d'estar subordinat a Ludwig i promet ajudar al metge deshonest si accepta posar el cervell d'Ygor al monstre.
La policia aviat arriba a casa d'en Ludwig, buscant el monstre. Troben l'habitació secreta, però l'Ygor i el monstre han fugit. El monstre segresta a Cloestine de casa seva i torna amb ella en braços al castell de Ludwig. El monstre transmet el seu desig que el seu cervell es col·loqui al seu cap. La Cloestine no vol perdre el cervell, i el monstre se la regala a l'Elsa a contracor. Aleshores, Ludwig realitza la cirurgia, sense saber que Bohmer ha extirpat el cervell d'Ygor, no el de Kettering. Al poble, el senyor Hussman desperta els seus veïns suposant que la seva filla ha estat capturada pel monstre i que Ludwig l'acollia. En Ludwig li mostra el monstre a l'Erik, però quan el monstre s'aixeca, en Ludwig s'escandalitza sentir que té la veu d'Ygor. Els vilatans assalten el castell i el monstre Ygor decideix que Bohmer ompli la casa amb gas per matar-los. Ludwig intenta aturar-lo, però Ygor-Monstre repel·leix l'atac i el fereix mortalment. El monstre Ygor de sobte es queda cec, una reacció al desajust del grup sanguini, segons Ludwig. Sentint-se traït, el monstre Ygor llança llavors Bohmer a l'aparell, electrocutant-lo i, sense voler, incendia el castell. El monstre-Ygor queda atrapat al castell en flames mentre l'Erik i l'Elsa s'escapaven, sortint cap a la sortida del sol.

## Repartiment i personatges
- Lon Chaney Jr. com a el monstre, creació de Henry i "Amic" d'Ygor que l'acompanya al poble de Visaria.
- Cedric Hardwicke com el Dr. Ludwig Frankenstein, germà del Wolf i fill d'Henry, que rep xantatge per Ygor perquè revisqui El monstre.
- Ralph Bellamy com a Erik Ernst, el botxí de la ciutat i xicot d'Elsa
- Lionel Atwill com el Dr. Theodore Bohmer, l'antic metge de Ludwig que està gelós d'ell i fa equip amb l'Ygor.
- Bela Lugosi com a Ygor, un pastor boig que fa xantatge en Ludwig.
- Evelyn Ankers com a Elsa Frankenstein, la filla de Ludwig i núvia d'Erik
- Janet Ann Gallow com a Cloestine Hussman, una noia jove que forma un vincle amb El monstre.
- Barton Yarborough com el doctor Kettering, company de doctor de Bohmer i Ludwig
- Olaf Hytten com a Hussman, el pare de Cloestine
- Doris Lloyd com a Martha, una vilatana
- Leyland Hodgson com el cap de policia de Visaria
- Holmes Herbert com el magistrat de Visaria
- Lawrence Grant com el Burgmestre del poble de Frankenstein, Grant repetint el seu paper de Son of Frankenstein.
- Otto Hoffman com a vilatà
- Dwight Frye com a vilatà
- Harry Cording com a Frone
- Harry Tenbrook com a vilatà de l'audiència (sense acreditar)

## Producció
The Ghost of Frankenstein es va anunciar des d'Universal Pictures el 13 de novembre de 1941, a la recerca d'un nou protagonista per interpretar el paper principal del monstre. Originalment s’havia planejat que Boris Karloff repetís el seu paper de Monstre de Frankenstein, però va tenir conflictes de programació amb Arsenic and Old Lace. L'endemà, el productor George Waggner va rebre instruccions que ordenés el mateix tipus de maquillatge que Karloff portava per al nou actor que interpretava el monstre amb instruccions que canviar l'aparença podria "matar". l'interès del seguidor de Frankenstein". Lon Chaney, Jr. va ser escollit per al paper del Monstre.
La pel·lícula, que segueix la història establerta a Son of Frankenstein, va ser la quarta part de la sèrie Frankenstein d'Universal i va ser l'última pel·lícula del sèrie amb el monstre de Frankenstein com a únic monstre.
Les primeres versions del guió van ser escrites per Eric Taylor, i van incloure elements no utilitzats a la pel·lícula, com ara el retorn del personatge de Basil Rathbone de Son of Frankenstein' . Les parts que existien en el guió original de Taylor incloïen el vincle del Monstre amb els nens, els vilatans assaltant un castell, una seqüència de trasplantament de cervell i una desaparició en flames del monstre. Universal va enviar el seu guió a la Production Code Association sota el títol There's Always Tomorrow. Els censors van advertir de l'excés de violència i van recordar a l'estudi que les escenes ambientades al quiròfan i al pavelló de bogeria de Frankenstein s'esborrarien a Anglaterra.
La pel·lícula va entrar en producció el 14 de desembre de 1941. Chaney va patir una reacció al·lèrgica severa al maquillatge de monstre aplicat per Jack Pierce i es va perdre alguns dies de rodatge. Janet Ann Gallow, que va interpretar a Cloestine Hussman a la pel·lícula, va parlar de treballar amb Chaney el 2005, afirmant que va passar molt de temps amb Chaney, "cavalcant les seves cames, els seus genolls genolls, assegut a la falda. Era simpàtic, amable amb mi i fàcil de treballar, millor que ningú!"
Va trobar que treballar amb Chaney era com treballar amb un "oncle favorit". Quan la mare de Gallow va morir el 1946, Chaney es va oferir a adoptar-la a ella i al seu germà, cosa que el pare de Gallow no hi va consentir. El rodatge va acabar la producció a principis de gener de 1942.

## Estrena
The Ghost of Frankenstien fou distribuïda per Universal Pictures Company el 13 de març de 1942. La pel·lícula va ser prohibida a Dinamarca quan Universal va intentar estrenar-la allà el 1948.
The Ghost of Frankenstein es va publicar en DVD com a part de The Monster Legacy Collection i Frankenstein: The Legacy Collection el 27 d'abril de 2004. Va ser llançat de nou com a sessió doble amb Son of Frankenstein el 24 de juliol de 2007.

## Recepció
A partir de ressenyes contemporànies, un crític anònim de The Hollywood Reporter va trobar que la pel·lícula pot "estar a la paritat imaginativa de tots els seus predecessors quasi científics i que capten interès" i que la direcció d'Erle C. Kenton "fa un ús magnífic de tots els elements de suspens". Un altre revisor anònim de The Motion Picture Herald va opinar que la pel·lícula "manté un nivell de rendiment, eficàcia i qualitat superior a la mitjana de les pel·lícules de terror per un marge considerable". Wanda Hale de The New York Daily News va descriure la pel·lícula com "horrible, no horrorosa i horriblement avorrida tot i que molts bons intèrpretrs […] fan el millor que poden amb el material terrible". Bosley Crowther de The New York Times va declarar que el pensament del monstre de Frankenstein torna en una altra pel·lícula després de The Ghost of Frankenstein" omplint-nos amb terror mortal. Aquesta és la perspectiva més temible que la pel·lícula aconsegueix transmetre".
A partir de ressenyes retrospectives, els autors d'Universal Horrors van assenyalar que, com The Mummy's Hand, la pel·lícula mostrava que Universal estava "menys interessada a produir pel·lícules de terror que no pas a produir meres"pel·lícules de monstres", trobant que les pel·lícules de terror "en el seu millor moment, ofereixen una àmplia paleta de possibilitats interessants (matisos de personatges, tocs de subtext, ressons del folklore o la literatura que la van inspirar)", mentre que les "pel·lícules de monstres" eliminaven "la subtilesa per servir l'horror força venut en forma de maquillatge grotesc, heroïnes desmaiades i/o acció rugent" i que "The Ghost of Frankenstein" ofereix "realització de pel·lícules de monstres en el seu millor moment", assenyalant que Son of Frankenstein era "una pel·lícula millor per a qualsevol estàndard" i que, mentre que Ghost of Frankenstein no va ser tan acceptada pels fans, "qualsevol crítica dirigida contra [The Ghost of Frankenstein] es veu desviada pel fet que és molt divertida de veure". Craig Butler d'AllMovie va assenyalar que la pel·lícula va ser "un descens significatiu" per a la sèrie, però "encara és un entreteniment acceptable (cosa que no és necessàriament cert en algunes entrades posteriors de la sèrie)". Butler va assenyalar específicament a Chaney, ja que el monstre "no era exactament" dolent (i sens dubte millor que altres que han fet el paper), però li falta la màgia especial que Karloff va aportar al paper; massa sovint, sembla que està fent una imitació de Karloff" i que "la resta del repartiment és força bo, especialment Bela Lugosi, fent una actuació deliciosa com Ygor, i un Lionel Atwill divertit. No hi ha gaire que ningú pugui fer, però, amb un guió llambordat amb trossos d'aquí i d'allà, o amb una direcció eficient però insípida".
El 2005, l'American Film Institute va nominar la partitura de Hans J. Salter per The Ghost of Frankenstein per a estar a la seva llista dels AFI's 100 Years of Film Scores.